# Ромиса (Месина)
Ромиса је насеље у Италији у округу Месина, региону Сицилија.
Према процени из 2011. у насељу је живело 44 становника. Насеље се налази на надморској висини од 294 м.